# Mlýnské Domky (Božice)
Mlýnské Domky, volkstümlich Zámlýní (deutsch Mühlhäuseln) ist eine Grundsiedlungseinheit der Gemeinde Božice in Tschechien. Sie liegt nordwestlich von Božice und gehört zum Okres Znojmo.

## Geographie
Die Häusergasse Mlýnské Domky befindet sich linksseitig der Jevišovka in der Thaya-Schwarza-Senke. Im Norden erhebt sich der U Náhonu (Kibitzberg; 209 m n.m.). Nordöstlich der Siedlung steht ein Aquaglobus; gegen Osten erstrecken sich die Stallanlagen des Landwirtschaftsbetriebes Klíč. Durch den Ort führt ein isolierter Abschnitt der Staatsstraße II/414, der die Staatsstraße I/53 bei Lechovice mit der II/397 verbindet.
Nachbarorte sind Mšice und Heřmanov im Norden, Mackovice und Břežany im Nordosten, Pravice und Kolonie u Dvora im Osten, Božice im Südosten, České Křídlovice im Süden sowie Filipovice und Lechovice im Nordwesten.

## Geschichte
Im Jahre 1804 wurde am Jaispitzer Bach gegenüber von Böhmisch Grillowitz eine einschichtige Wassermühle errichtet. In der Mitte des 19. Jahrhunderts wurde bei der Schneidermühle eine Arbeiterkolonie für Beschäftigte der Mühle und Landarbeiter in den zur Mühle gehörigen Obst- und Gemüsegärten errichtet, die nach einem Verwalter als Wittlingsdorf benannt wurde. Dieser Name wurden von den Bewohnern nicht angenommen, sie nannten die Kolonie stattdessen Mühlhäuseln. In der ersten Hälfte des 20. Jahrhunderts standen in Mühlhäuseln 33 Häuser, die Mühle mit einer Wohnung und eine Schäferei. Die Häusergruppe blieb stets Teil der Gemeinde Böhmisch Grillowitz bzw. Groß Grillowitz und erhielt nie den Status eines Ortsteils. 1933 wurde an der Schneidermühle eine Betonbrücke über den regulierten Jaispitzer Bach errichtet. Zu der Mühle gehörten sechs Filialbetriebe.
Nach dem Münchner Abkommen wurde die Siedlung 1938 dem Großdeutschen Reich zugeschlagen und gehörte bis 1945 zum Kreis Znaim. Mit der Fusion von Groß Grillowitz und Possitz zu einer Gemeinde Neuweidenbach wurden auch die Mühlhäuseln derselben zugeordnet. Nach dem Kriegsende kam Mlýnské Domky zur Tschechoslowakei zurück; zugleich erfolgte die Wiederherstellung der alten Verwaltungsstrukturen, die Gemeinde Neuweidenbach wurde aufgelöst. Die deutschsprachigen Bewohner wurden im August 1945 nach Österreich vertrieben. Ab 1948 gehörte der Ort zum Okres Mikulov. 1951 wurde Mlýnské Domky durch Fusion von České Křídlovice mit Božice Teil der neuen Gemeinde Božice. In der zweiten Hälfte des 20. Jahrhunderts geriet die Kolonie in Verfall; ein Teil der Häuser wurden abgerissen, auch von der Mühle sind nur noch Wirtschaftsgebäude erhalten. Bei der Gebietsreform von 1960 kam Mlýnské Domky im Zuge der Aufhebung des Okres Mikulov wieder zum Okres Znojmo zurück. In den 2000er Jahren wurde die Kolonie wiederbelebt. Die Brücke über die Jevišovka wurde 2016 instand gesetzt. Die Dorfstraße in der Kolonie erhielt 2017 erstmals eine Asphaltdecke.

## Ortsgliederung
Die Grundsiedlungseinheit Mlýnské Domky ist Teil des Katastralbezirkes České Křídlovice.

## Sehenswürdigkeiten
- Schneider-Villa, erbaut 1930 vom Müller Josef Schneider
- Statue des hl. Antonius aus dem 18. Jahrhundert, vor die Schneider-Villa wurde sie nach 1930 umgesetzt
- Jagdhaus Allein, errichtet zu Beginn des 19. Jahrhunderts für Peter von Braun in der Oedung Rochowitz
- Nischenkapelle am Weg nach Mlýnské Domky